# Tanah Garam
Tanah Garam is een bestuurslaag in het regentschap Solok van de provincie West-Sumatra, Indonesië. Tanah Garam telt 11.853 inwoners (volkstelling 2010).